# Bitwa pod Betennabris
Bitwa pod Betennabris – starcie zbrojne w czasie wojny żydowskiej (66–73), które miało miejsce w roku 68 n.e. 
Gdy w Jerozolimie trwały spory miejscowych stronnictw, Wespazjan zdecydował się zlikwidować pozostałe ośrodki powstańcze przed ostatecznym szturmem miasta. Pierwszym celem stało się miasto Gadara położone na wschód od Jordanu. Po zdobyciu miasta Wespazjan pozostawił w nim 3500 ludzi, a z resztą sił pomaszerował do Cezarei nadmorskiej. Ponieważ jednak wielu powstańcom z Gadary udało się zbiec, wódz rzymski nakazał Placidusowi pościg za uciekinierami. Rzymianie dogonili przeciwnika w rejonie umocnionej wsi Betennabris, gdzie doszło do bitwy. Oddziały żydowskie przypuściły atak na Rzymian, którzy umiejętnie wycofali się na otwarte pole. Tutaj legioniści Placidusa okrążyli atakujących, obrzucając ich oszczepami. Rozbity oddział powstańczy poszedł w rozsypkę, a uciekających Żydów Rzymianie wycięli. Kolejny szturm w kierunku wsi zakończył się zdobyciem murów i wybiciem większości obrońców. Po zdobyciu Betennabris Rzymianie splądrowali i spalili wioskę. Około 15 tys. uciekinierów wojska rzymskie dopadły nad rzeką Jordan, gdzie wszystkich zabito w walce. Do niewoli rzymskiej dostało się 2200 ludzi.